# 法沃尔斯基反应
Favorskii反应（Favorskii reaction），又称Favorski反应、Favorsky反应
末炔与羰基化合物在碱性介质（如无水氢氧化钾或氨基钠）中发生反应，生成羰基加成产物炔醇。
醚、液氨、乙二醇醚、四氢呋喃、二甲亚砜及二甲苯等可用作这个反应的溶剂。
用酸催化时的反应称为Meyer-Schuster重排反应。

## 反应机理
末炔的末端氢原子具有酸性，用碱处理时可发生去质子化，产生炔基碳负离子。然后炔基碳负离子对醛或酮发生亲核加成，产生炔丙醇类化合物。 如果羰基化合物为醛，则炔丙醇会继续发生互变异构，生成相应的不饱和酮。
此反应用于末端炔烃的保护。 受保护的炔可通过在氢氧化钾的异丙醇溶液中加热而脱保护（逆-Favorskii反应）。